# Intel Extreme Masters Rio 2022
L'Intel Extreme Masters Rio 2022 constitue la 18e édition des Counter-Strike:Global Offensive Major Championships (CS:GO). Le tournoi se déroule du 31 octobre au 13 novembre 2022.

## Déroulement
Devant à l'origine se dérouler du 11 au 24 mai 2020, sous le nom d'ESL One:Rio 2020, et être le 16e CS:GO Major Championship, le tournoi est décalé une première fois le 23 mars 2020 à cause de la pandémie de Covid-19 et des nombreux confinements mis en place au début de l'année. Les Major Championships étant semestriels, et ce tournoi devant se dérouler au premier semestre 2020, celui-ci est décalé au deuxième semestre de l'année. Finalement, le tournoi est définitivement annulé le 9 septembre 2020.
Le 24 mai 2022, le tournoi IEM Rio 2022 est annoncé pour être le deuxième Major de 2022, et 18e Major de l'histoire de CS:GO. Le tournoi est organisé par ESL, à Rio de Janeiro, au Brésil, pour faire suite à l'annulation de l'ESL One:Rio. Le système de qualification et le déroulement du tournoi sont identiques au Major Championship précédent, le PGL Antwerp 2022.